# 105 Mile post 2
105 Mile post 2 est une réserve indienne canadienne de la Colombie-Britannique située dans le district régional de Thompson-Nicola.

## Démographie
| 2001 | 2006 | 2011 | 2016 |
| ---- | ---- | ---- | ---- |
| 10   | 5    | 21   | 10   |